# Коппель, Эйнари Юлиусович
Эйнари Юлиусович Коппель (эст. Einari Koppel; 21 декабря 1925, Таллин, Эстония — 10 октября 1978, там же, Эстонская ССР) — эстонский и советский актёр театра и кино. Народный артист Эстонской ССР (1976).

## Биография
Родился в семье артистов (мать Ада Ретсеп была звездой кабаре, отец Юлиус Коппель — знаменитым клоуном Лексом). В 1943 году окончил Таллинскую городскую школу. В том же году вступил в люфтваффе Третьего Рейха. Позже воевал в Финляндии в качестве добровольца против РККА. После окончания войны скрывался в течение длительного периода времени и не афишировал эту часть своей биографию. В 1946 году недолго учился в консерватории.
С 1946 года работал диктором Эстонского радио.
В 1950 году окончил Эстонский государственный театральный институт (ныне Эстонская академия музыки и театра).
Дебютировал на театральной сцене драматического театра «Угала» в Вильянди в 1950 году. С 1958 по 1973 год — актёр театра «Ванемуйне» в Тарту.
В 1973—1978 годах играл в Эстонском драматическом театре в Таллине.
Участвовал в музыкальных постановках. Как признанный куплетист, часто появлялся в развлекательных программах Эстонского телевидения. Незадолго до смерти спел на эстонском языке песню крокодила Гены.
Четырежды был женат. Двое детей — сын (Эркки Сонн) и дочь (Малле Коппель).
Среди ролей — Ричард III в одноименной пьесе Шекспира.
Снимался в кино с 1955 года, сыграл в 16 фильмах и телесериалах.
Умер от лейкемии. Похоронен на Лесном кладбище Таллина.

## Избранная фильмография
- 1955 — Счастье Андруса / Andruse õnn — эпизод
- 1961 — Парни одной деревни / Ühe küla mehed — Кустас
- 1963 — Оглянись в пути / Jäljed — Кустас (дублировал Николай Кузьмин)
- 1963 — Укротители велосипедов / Jalgrattataltsutajad — комендант зоопарка (дублировал Юрий Саранцев)
- 1964 — Новый нечистый из преисподней / Põrgupõhja uus Vanapagan — каменотёс
- 1965 — Им было восемнадцать / Me olime 18 aastased — Феликс (дублировал Станислав Чекан)
- 1965 — Суперновая / Supernoova — Ланг
- 1966 — Что случилось с Андресом Лапетеусом? / Mis juhtus Andres Lapeteusega? — Андрес Лапетеус
- 1967 — Венская почтовая марка / Viini postmark — Саулюс (дублировал Олег Мокшанцев)
- 1968 — Мёртвый сезон — Дрейтон, американский контрразведчик
- 1970 — Заблудшие / Valge laev — Рудольф Тальгре (дублировал М. Погоржельский)
- 1970 — Украли Старого Тоомаса / Varastati Vana Toomas — лже-Тоомас
- 1972 — Геркус Мантас / Herkus Mantas — рыцарь Хартмут фон Грумбах, комтур Тевтонского ордена
- 1972 — Молодой пенсионер / Noor pensionär — гость на свадьбе
- 1974 — Чисто английское убийство — Артур Роджерс, сержант, охранник сэра Джулиуса (дублировал Юрий Боголюбов)
- 1975 — Вариант «Омега» — бармен (дублировал Анатолий Соловьёв)
- 1976 — Жизнь и смерть Фердинанда Люса — Хансе Кроне, политический обозреватель журнала «Экстра один»
- 1978 — Три рубина / Kolm rubiini (фильм-спектакль) — Садчиков

## Награды
- 1965 — Заслуженный артист Эстонской ССР.
- 1976 — Народный артист Эстонской ССР.